# Ga Sincheon (Daegu)
Ga Sincheon là ga trên Tàu điện ngầm Daegu tuyến 1 ở Sincheon-dong, quận Dong, Daegu, Hàn Quốc.
Đại học quốc gia Kyungpook nằm gần đây.
Một cầu thang ở lối vào số 4 đã bị tháo bỏ và thay bằng một thang cuốn.

## Liên kết
- DTRO virtual station Lưu trữ ngày 12 tháng 9 năm 2014 tại Wayback Machine